# Edy Schutz
Edy Schutz (Tétange, 15 de maig de 1941) és un ciclista luxemburguès, ja retirat, que fou professional entre 1965 i 1971.
El 1964 va prendre part en els Jocs Olímpics de Tòquio en la prova en ruta, quedant en 96a posició. Com a professional fou sis vegades campió del seu país i guanyà una etapa al Tour de França, el 1966.

## Palmarès
- 1964
  - 1r a la Volta a Àustria
  - 1r a la Fletxa del sud
- 1965
  - 1r a la Fletxa del sud
- 1966
  -  Campió de Luxemburg en ruta
  - 1r de la Volta a Luxemburg i vencedor de 2 etapes
  - Vencedor d'una etapa al Tour de França
- 1967
  -  Campió de Luxemburg en ruta
  - Vencedor d'una etapa de la Volta a Luxemburg
- 1968
  -  Campió de Luxemburg en ruta
  - 1r de la Volta a Luxemburg i vencedor d'una etapa
  - 1r de la Cronostafetta (amb Gianni Motta i Franco Balmamion)
- 1969
  -  Campió de Luxemburg en ruta
  - 1r de la Cronostafetta
- 1970
  -  Campió de Luxemburg en ruta
  - 1r de la Volta a Luxemburg
- 1971
  -  Campió de Luxemburg en ruta

### Resultats al Tour de França
- 1966. 34è de la classificació general. Vencedor d'una etapa
- 1967. Abandona (17a etapa)
- 1968. Abandona (12a etapa)
- 1969. 15è de la classificació general
- 1970. 38è de la classificació general

### Resultats al Giro d'Itàlia
- 1967. Abandona (21a etapa)
- 1968. 21è de la classificació general
- 1969. 30è de la classificació general

### Resultats a la Volta a Espanya
- 1967. Abandona
- 1971. 11è de la classificació general